# Jean-Jacques Aeschlimann
Jean-Jacques „J. J.“ Aeschlimann (* 30. Mai 1967 in Biel) ist ein ehemaliger Schweizer Eishockeyspieler.

## Karriere
Jean-Jacques Aeschlimann begann seine Karriere als Eishockeyspieler in seiner Heimatstadt beim EHC Biel, für den er von 1985 bis 1991 in der Nationalliga A aktiv war. Anschliessend wechselte er zu deren Ligarivalen HC Lugano, mit dem er 1999 und 2003 jeweils Schweizer Meister wurde. Die Saison 2005/06 begann er bei Fribourg-Gottéron, für das er jedoch nur in zwei Spielen auf dem Eis stand, ehe er sich dem Zweitligisten Lausanne HC anschloss, bei dem er im Anschluss an die Saison 2006/07 seine Laufbahn beendete.
Aeschlimann war bekannt als Penalty-Spezialist. Er ist regelmässig Studiogast bei SRF zwei während der NLA-Playoffs.

### International
Für die Schweiz nahm Aeschlimann an der U20-Junioren-Weltmeisterschaft 1987 sowie der B-Weltmeisterschaft 1994 teil. Des Weiteren stand er im Aufgebot der Schweiz bei den A-Weltmeisterschaften 1995, 2000, 2001, 2002 und 2003, sowie den Olympischen Winterspielen 2002 in Salt Lake City.

## Erfolge und Auszeichnungen
- 1994 Aufstieg in die Top Division bei der Weltmeisterschaft der Division I
- 1999 Schweizer Meister mit dem HC Lugano
- 2003 Schweizer Meister mit dem HC Lugano